# Mesathemistus aberrans
Mesathemistus aberrans is een keversoort uit de familie boktorren (Cerambycidae). De wetenschappelijke naam van de soort is voor het eerst geldig gepubliceerd in 1932 door Carter.